# Frederick Mosteller
Charles Frederick Mosteller (ur. 24 grudnia 1916 w Clarksburgu, zm. 23 lipca 2006 w Falls Church) – amerykański statystyk, profesor Uniwersytetu Harvarda. 
Autor prac naukowych z zakresu medycyny, zdrowia publicznego, edukacji oraz historii Stanów Zjednoczonych. Założyciel Wydziału Statystyki na Uniwersytecie Harvarda. Jednym z jego współpracowników był socjolog Daniel Patrick Moynihan.

## Ważniejsze dzieła
- Cook, T., Cooper, H. M., Cordray, D., Hedges, L. V., Light, R. J., Louis, T., & Mosteller, F. (1991). Meta-Analysis for Explanation. New York: The Russell Sage Foundation.